# Master originale
Il master originale o matrice originale o semplicemente definito master è il primo supporto originale su cui è inciso o registrato o comunque realizzato un contenuto audio, foto, video.
Il master in questi settori ha dunque un doppio significato, o quello di prodotto originale prima dei processi di post-elaborazione (definito master originale o iniziale), o di prodotto finito pronto per la pubblicazione dopo avere subito il processo di mastering (definito master finale o "master definitivo").

## Applicazione ed utilizzo
Ad esempio il negativo per le fotografie, la lastra nell'uso tipografico, i negativi dei giornalieri per il cinema, il nastro magnetico multitraccia o la memorizzazione su hard disk o altro supporto digitale del materiale grezzo (in formato RAW) per l'audio e il video digitale, formato dalle varie take.